# Шоурек, Ондрей
Ондрей Шоурек (чеш. Ondřej Šourek; родился 26 апреля 1983 года; Ледеч-над-Сазавоу, Чехословакия) — чешский футболист, защитник.

## Клубная карьера
Ондрей — воспитанник клубов «Ковофиниш» (Ледеч-над-Сазавоу), «Слован» (Гавличкув-Брод) и «Высочина». В 2002 году он стал игроком первой команды, и играл за неё на протяжении пяти лет. Стабильной игрой, Шоурек привлек внимание крупной пражской Спарты, и в 2007 году перешел в стан. Но закрепиться в клубе Онджею не удалось, и уже через год перешел в словенскую «Жилину». Следующей командой Онджея стала польская «Подбескидзе». Спустя пять лет, чех вернулся в родной клуб — «Высочина».